# Gebregziabher Gebremariam
Gebregziabher Gebremariam, né le 10 septembre 1984 dans la région du Tigré, est un athlète éthiopien spécialiste des courses de fond.

## Biographie
En 2002, Gebregziabher Gebremariam remporte le 10 000 mètres et termine à la troisième place du 5 000 mètres des Championnats du monde junior de Kingston. L'année suivante, il prend la 3e place du 5 000 m de la Finale mondiale de l'athlétisme de Monaco, et la 2e place du 10 000 m des Jeux panafricains.
L'Éthiopien monte à trois reprises sur le podium des Championnats du monde de cross-country 2004 de Bruxelles. Médaillé d'argent dans les épreuves individuelles (cross court et cross long) dominées par Kenenisa Bekele, il obtient le titre mondial de cross par équipe, associé à ses compatriotes Bekele, Sileshi Sihine et Yibeltal Admassu. Sélectionné pour les Jeux olympiques d'été de 2004, Gebremariam termine au pied du podium de la finale du 5 000 m.
Le 28 mars 2009, il remporte la médaille d'or des Championnats du monde de cross-country 2009 d'Amman, parcourant les 12 km du tracé en 35 min 02 s et devançant finalement l'Ougandais Moses Ndiema Kipsiro de deux secondes. Il obtient également la médaille d'argent du cross par équipe avec ses coéquipiers éthiopiens.
le 7 novembre 2010, alors qu'il dispute son premier marathon, Gebregziabher Gebremariam remporte le Marathon de New York en 2 h 08 min 13 s.

## Palmarès
| Date | Compétition                            | Lieu          | Place | Épreuve             |
| ---- | -------------------------------------- | ------------- | ----- | ------------------- |
| 2002 | Championnats du monde juniors          | Kingston      | 3e    | 5 000 m             |
| 2002 | Championnats du monde juniors          | Kingston      | 1er   | 10 000 m            |
| 2003 | Championnats du monde de cross-country | Lausanne      | 3e    | Course longue       |
| 2003 | Championnats du monde                  | Paris         | 6e    | 5 000 m             |
| 2003 | Finale mondiale                        | Monaco        | 3e    | 5 000 m             |
| 2003 | Jeux africains                         | Abuja         | 2e    | 10 000 m            |
| 2004 | Championnats du monde de cross-country | Bruxelles     | 2e    | Course longue       |
| 2004 | Championnats du monde de cross-country | Bruxelles     | 2e    | Course courte       |
| 2004 | Jeux olympiques                        | Athènes       | 4e    | 5 000 m             |
| 2004 | Finale mondiale                        | Monaco        | 4e    | 5 000 m             |
| 2005 | Championnats du monde de cross-country | Saint-Étienne | 9e    | Course courte       |
| 2005 | Championnats du monde                  | Helsinki      | 15e   | 10 000 m            |
| 2005 | Finale mondiale                        | Monaco        | 4e    | 5 000 m             |
| 2007 | Jeux africains                         | Alger         | 3e    | 10 000 m            |
| 2007 | Championnats du monde                  | Osaka         | 6e    | 10 000 m            |
| 2009 | Championnats du monde de cross-country | Amman         | 1er   | Course individuelle |
| 2009 | Championnats du monde                  | Berlin        | 10e   | 10 000 m            |
| 2010 | Marathon de New York                   | New York      | 1er   | Marathon            |
| 2011 | Marathon de Boston                     | Boston        | 3e    | Marathon            |
| 2011 | Marathon de New York                   | New York      | 4e    | Marathon            |
| 2012 | Jeux olympiques                        | Londres       | 8e    | 10 000 m            |
| 2013 | Marathon de Boston                     | Boston        | 3e    | Marathon            |
| 2014 | Marathon de New York                   | New York      | 3e    | Marathon            |

## Records personnels
| Épreuve       | Temps           | Lieu         | Date              |
| ------------- | --------------- | ------------ | ----------------- |
| 3 000 m       | 7 min 39 s 48   | New York     | 11 juin 2005      |
| 5 000 m       | 12 min 52 s 80  | Rome         | 8 juillet 2005    |
| 10 000 m      | 26 min 53 s 73  | Hengelo      | 26 mai 2007       |
| Semi-marathon | 1 h 00 min 25 s | Philadelphie | 19 septembre 2010 |
| Marathon      | 2 h 08 min 14 s | New York     | 7 novembre 2010   |